# عبد الله باشا العظم
عبد الله باشا العظم ‏ (توفي سنة 1809 في حماة) سياسي عثماني، ابن محمد باشا العظم. 
عُيّن عبد الله باشا والياً على حلب سنة 1793 وبقي والياً عليها حتى عام 1795، حين عُزل عنها وعين والياً على إيالة دمشق للمرة الأولى، واستمرت ولايته تلك على دمشق حتى عُزِل عنها عام 1798م. ومن ثم شغل منصب والي مصر منذ 1798 (بالتزامن مع احتلال حملة نابليون لها) حتى 1799. قبل أن توجه له ولاية دمشق من جديد. واستمر في ولايته الثانية على دمشق من عام 1799 وحتى عام 1803، حينما عُزل بعد احتلال الوهابيين لمكة عام 1803 وإهانتهم لقافلة الحج التي كان يقودها، والتي كانت تعتبر بمثابة الممثل لهيبة وسلطان الدولة، وعُهد بولاية دمشق إلى أحمد باشا الجزار، إلا أن العظم رفض الإقالة ووقعت معركة في حماة بين قواته والقوات التي كان يقودها الجزار، انتنهت بانتصاره، ومن ثم توجه إلى دمشق إلا أنه فشل بالسيطرة عليها بعدما وقع تمرد بين صفوف قواته. وفي عام 1804، وبعد وفاة الجزار، آلت إليه ولاية دمشق من جديد، وذلك للمرة الثالثة والأخيرة، وبقي عليها حتى عام 1807، حين منعه الوهابيون من الوصول إلى مكة وهو على رأس قافلة الحج، فاعتبرت الدولة بذلك أنه قد عجز عن مواجهة الوهابيين وتقرر عزله، وقد كان عبد الله باشا العظم آخر من ولي دمشق من آل العظم، وتوفي بعد ذلك بسنتين، عام 1809. 